# Touchdown Glacier
Touchdown Glacier är en glaciär i Antarktis. Den ligger i Östantarktis. Australien gör anspråk på området. Touchdown Glacier ligger 992 meter över havet.
Terrängen runt Touchdown Glacier är huvudsakligen kuperad, men åt sydväst är den platt. Terrängen runt Touchdown Glacier sluttar söderut. Trakten är obefolkad. Det finns inga samhällen i närheten. 